# 高橋龍三
高橋 龍三（たかはし りゅうぞう、1976年9月25日 - ）は、日本の施術家。日本芸術専門学校講師。
東京都出身。
運動療法、スポーツ、中国式整体、美容矯正、リフレクソロジー、経絡、リハビリテーションなど、様々な知識を深め、「ゆる体操」で知られている運動科学者の高岡英夫へも師事。現在でも、最も尊敬している人物は高岡英夫である。

## 生い立ち
東京都江東区大島 江東病院生まれ。1歳で千葉県市川市へ転居。
小学4年からサッカー部に所属。
小学5年に転校。江東区大島へ戻る。転校先の小学校で酷いいじめを受ける。
尚、幼少期の夢はボクシングの世界チャンピオン。喧嘩が強かった。
中学校では、軟式テニス部に所属。都大会に出場。
高校では、サッカー部に所属。高校2年の頃にベンチプレスで100kgを挙げる。サッカーの試合では主に右バックでプレー。ラフなプレーで相手のフォワードと頻繁に喧嘩になっていた。
高校在学中に、少林寺拳法を始める。高校3年のとき、高岡英夫著『鍛錬の方法』に出会う。その背表紙にある、「世界最強をめざす人だけが読む本」という言葉を見て、瞬時に「あ、俺だ」と思って購入している。
大学進学後、極真空手の城西中野支部黒沢道場に入門。一年で城西支部の中量級で準優勝に輝く。極真をやめてからは、空手の達人である柳川昌弘の道場に通うも、半年で辞め、高岡英夫の主宰する転会(まろばしかい)に所属する。しかし、転会も、1年半で解散になってしまう。大学4年の時、キックボクシングを始める。キックボクシングは結婚を機にやめる。
大学卒業後、セントラルスポーツクラブのインストラクターになる。体軸や丹田を強くするようなエクササイズを考案し、インストラクターとして活動する。しかし、スポーツクラブと自分の方針が合わないと実感。そんな矢先、ある客に施術家になることを薦められる。転会などで学んだ知識や構造運動学を生かせばうまくいくと思い、インストラクターを辞める。
その後、施術を学ぶ。一回20万円する施術を担当するなどして、腕を磨いた。また、これまでに其の筋のスカウトを２度受けたことがあるが、丁寧にお断りしたという。
独立後三年位は、施術して治らなかった時に自害するために、懐に小刀を隠し持っていた。
また、極端にのめり込む性格から、センター鍛錬をしながら死ぬことを望んでいた。

## 略歴
[2003年]　
お台場で独立
[2004年]　
お台場でヨガ教室開始
月経血コントロールヨガ考案
[2006年]　
株式会社terakoya代表取締役就任
[2008年] 
株式会社terakoyaを売却
[2015年4月]　
一般社団法人 体軸コンディショニング協会設立
体軸コンディショニングスクール開設
[2016年12月]　
株式会社メタキネシス設立

## トレーナー実績
・伊東伴恭「キックボクシングWMC日本ライト級王者
- 東城利哉 (サッカー ブラジル１部 Avaí FC所属)
- 東城翔也 (サッカー ポルトガル１部 CS Marítimo所属)
- 平岡麻美 「講道館杯全日本柔道体重別選手権大会」優勝
- 内田雅之 「新日本キックボクシング フェザー級チャンピオン」タイトル奪取

## DVD
- 安定した力みのないカラダの獲得 体軸棒で、体軸を作る! （BABジャパン）
- 自分で出来るPMS改善法（夢丸）
- 自分でできる顎関節症改善法（夢丸）

## 著書・監修・監修協力
- 世界一　体が伸びる　筋膜ストレッチ(アントレックス)
- 体軸棒たった1分踏むだけエクササイズ　ダイエット・アンチエイジング編体軸×脳(アントレックス)
- 体軸棒たった1分踏むだけエクササイズ　痛み・疲れ改善編　体軸×脳(アントレックス)
- たった1日3分　代謝アップ速攻プログラム　脂肪燃焼ヨガ(アントレックス)
- 筋肉の交差点「クロスポイント」で3倍速回復！！　人体のスイッチ(ワニブックス)
- 10秒で疲れを取る！　カラダスイッチ(アントレックス)
- 子宮美人のつくりかた (主婦の友社)
- DVDつき 子宮美人ヨガ―ホルモンバランスが整って心も体もキレイになれる! (主婦の友社)
- 女神筋(骨盤底筋)が目覚める! 「女性のヨガと子宮の整体法で女性の不調と悩みを解決! 」(BABジャパン)
- ブルーデーがハッピーに変わる! 魔法のヨガ&布ナプキン ムーンデーヨガ (マガジンハウス)
- コアステップ棒で踏むだけダイエット（マガジンハウス）
- 運動センスが劇的にUPする 鈴木尚広式 体軸トレーニング（辰巳出版 ）